# Göta Lejon
Koordinaten: 59° 18′ 50″ N, 18° 4′ 26″ O
Göta Lejon ist ein Theater und ehemaliges Kino in der Götgatan in Stockholm (Schweden).
Das Göta Lejon (deutsch Gotischer Löwe),  befindet sich im so genannten Götgatspalatset, einem vom Architekten Birger Borgström (1890–1964) entworfenen und 1926–1928 gebauten Gebäude.
Göta Lejon wurde am 25. Januar 1928 als SF-Kino mit 1307 Sitzplätzen eröffnet, darunter 541 auf der Tribüne. Es war ab 1940 Stockholms größtes Kino. Der Eingang hat einen mit Kupferblech bedeckten Baldachin, der mit einem Kupferlöwen gekrönt ist.

## Geschichte

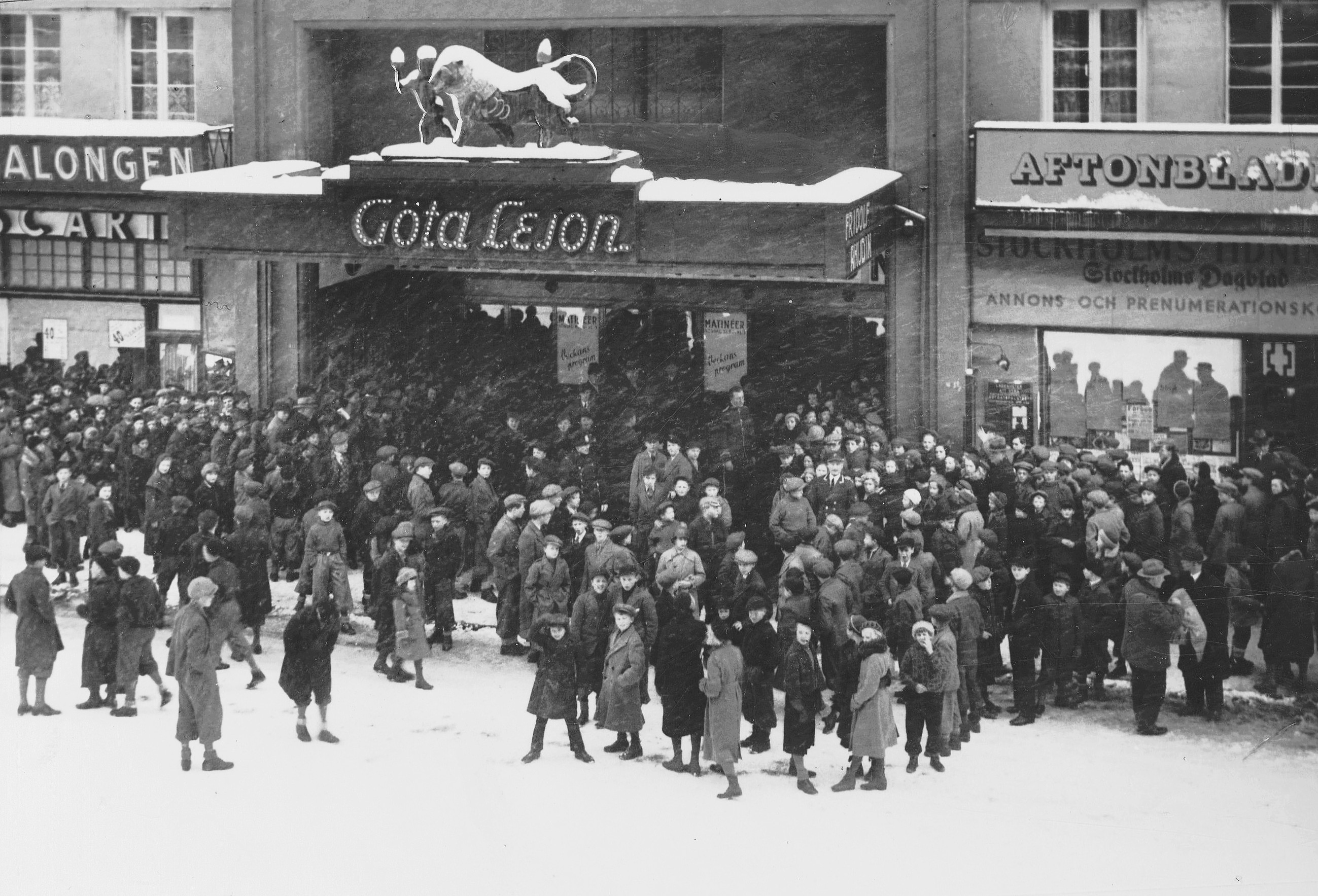
Göta Lejon in den 1930er Jahren.

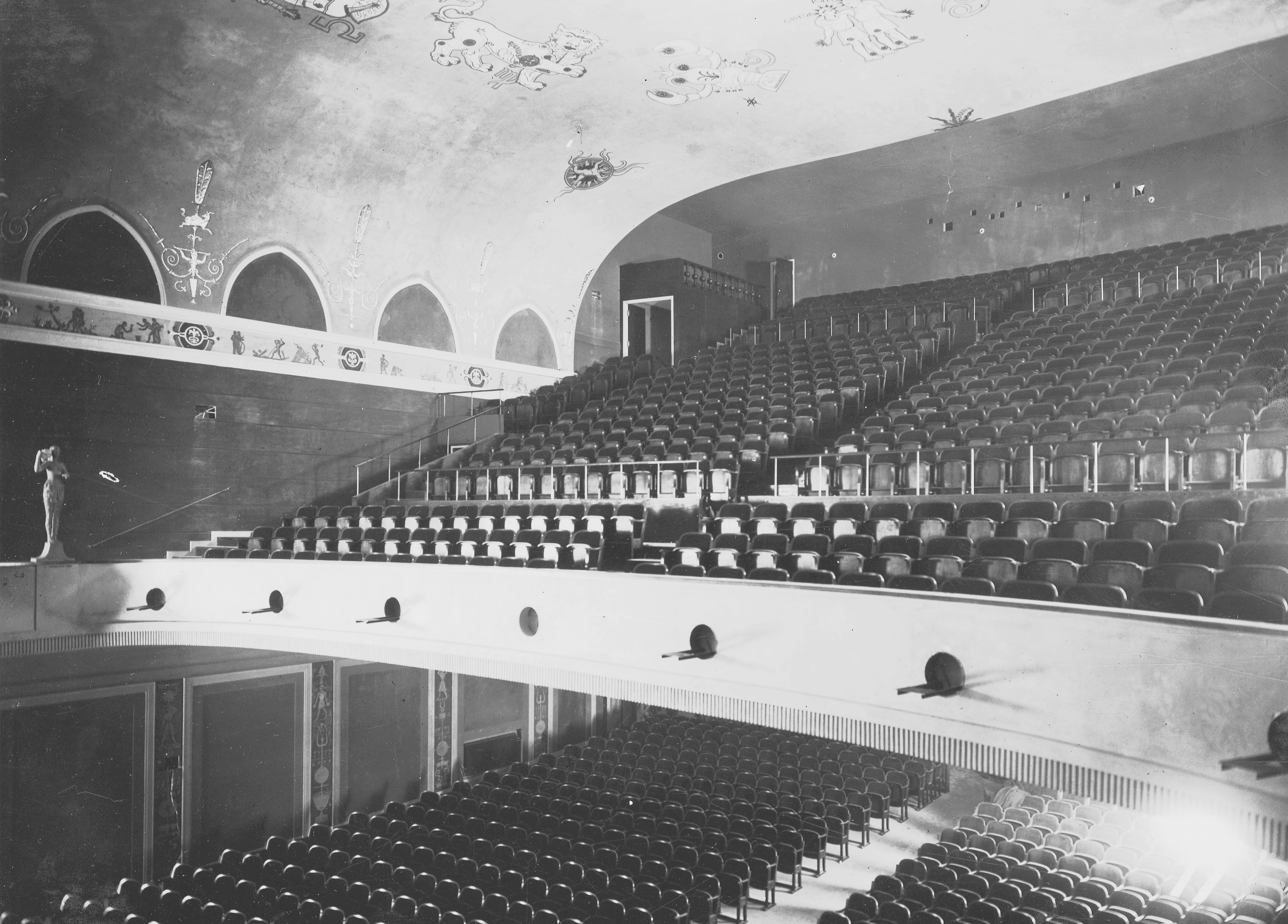
Salon und Galerie von Göta Lejon.

- 1928 Göta Lejon wird als SF-Kino eingeweiht. Später wurde der Veranstaltungsort so umgestaltet, dass sich Filmvorführungen mit Theateraufführungen abwechseln konnten
- 1980 Filmvorführungen werden ganz eingestellt und der Veranstaltungsort wird überwiegend als Konzertort genutzt
- September 1989 – Der Veranstaltungsort hört auf zu existieren als Svensk Filmindustri (SF) das Grundstück an eine Immobilienfirma verkauft.
- 1994 GL Teaterproduktion ändert das Konzept und Göta Lejon verwandelt sich in eine erfolgreiche Musikbühne.
- Januar 1998 Das Theater wird nach einer umfassenden Renovierung der Bühne und ihrer hinteren Räume wiedereröffnet, um Stockholms aufwändigste Musikproduktion Miss Saigon zu beherbergen. Im Theater wird ein Restaurant und eine Bar eröffnet.
- 2000 Die Firma Proscenia des Regisseurs Staffan Götestam wird Betreiber.
- Am 1. Mai 2000 werden Teile des Baldachins während einer Demonstration zerstört.[2]
- 2008 fand der Raw Comedy Club im Göta Lejon ein neues Zuhause.
- Seit 2010 ist Göta Lejon Produktion für die Sets bei Göta Lejon verantwortlich.

## Musicals
- 1983 Das Musical Evita wurde zum ersten Mal in Schweden aufgeführt (mit Schauspielern und Bühnenbild aus den USA)
- 1995–1997 The Sound of Music mit Carola und Tommy Nilsson ist ein großer Publikumserfolg.
- 1998 Miss Saigon
- Das Musicals „Romeo & Julia“ wird an Silvester 2010 uraufgeführt und lief bis Herbst 2011.
- Am Ostersonntag 2012 feierte Jesus Christ Superstar mit Ola Salo in der Titelrolle Premiere.
- Anfang der 2020er Jahre lief das Musical Forever Piaf. Beata Ernman stellt die junge Édith Piaf dar, ihre Mutter Malena Ernman die ältere.[3]

## Auftritte von Künstlern
- 1976: Hasse und Tage
- 1977: UFO, Rush, Ultravox, The Runaways
- 1978: Patti Smith, The Sweet, Bo Diddley, Talking Heads, Elvis Costello & The Attractions, The Boomtown Rats, AC/DC, Rory Gallagher, Ian Dury & The Blockheads, Peter Tosh
- 1979: City Boy, Suzi Quatro, Cheap Trick, Southside Johnny & The Asbury Jukes, John Hiatt, UFO, U.K.
- 1980: Ulf Lundell, Ellen Foley, Uriah Heep, Stiff Little Fingers, Madness, Pretenders, The J. Geils Band, Ramones, Scorpions, Def Leppard, Nina Hagen, The Undertones, Yellow Magic Orchestra, Madness, Steve Hackett, AC/DC, Whitesnake, The Jam, Ulf Lundell
- 1981: Whitesnake, B.B. King, Iron Maiden, Grace Jones, Ramones, ZZ Top, UB40
- 1983: Lustans Lakejer, Culture Club, Orchestral Manoeuvres in the Dark,
- 1984: Europe, Uli Jon Roth, Level 42, Big Country, Marillion, The Firm, Tank, Metallica
- 1985: Indochine, Echo & the Bunnymen, Uriah Heep, Bon Jovi, Yngwie Malmsteen, Imperiet
- 1986: Imperiet, Johnny Winter, Eldkvarn (4. April 1980), Matt Bianco, The Cramps, King Diamond
- 1987: Manowar, Stryper
- 1988: Chaka Khan, Roxette, Michelle Shocked, Billy Bragg
- 1989: Nitzer Ebb, Mike and the Mechanics, IQ, Manowar, Drifter, Motörhead, Noiseworks, R.E.M.
- 1999: Henry Rollins
- 2001: Henry Rollins, Suzanne Vega
- 2002: Stefan Sundström, Conway Savage, 16 Horsepower, Last Days of April
- 2004: Steve Vai, Joe Satriani, Robert Fripp, Anna Ternheim
- 2008: Tomas Andersson Wij, Jennie Abrahamson, Ane Brun, Blackmore's Night
- 2013: Mando Diao
- 2014: Cat Power, Daniel Norgren, Bill Wyman's Rhythm Kings
- 2015: Joshua Radin, Cary Brothers, The Tarantula Waltz, The Tallest Man on Earth, Mina Tindle, Sufjan Stevens, Daniel Norgren, Steve Earle & The Dukes, Ulf Lundell
- 2016: Henry Rollins, Manfred Mann’s Earth Band
- 2017: Conor Oberst, Elvis Costello, Daniel Norgren, Petter, Parliament-Funkadelic, Patti Austin, Diego el Cigala
- 2018: Magnus Carlson, The Blind Boys of Alabama, Eva Dahlgren, Imogen Heap, Frou Frou, Passenger, Magnus Uggla
- 2019: Magnus Uggla Yann Tiersen, Manfred Mann’s Earth Band, Bill Callahan, Le Mystère des Voix Bulgares, Lisa Gerrard, Michael Kiwanuka
- 2020: City and Colour, Magnus Uggla

## Bilder

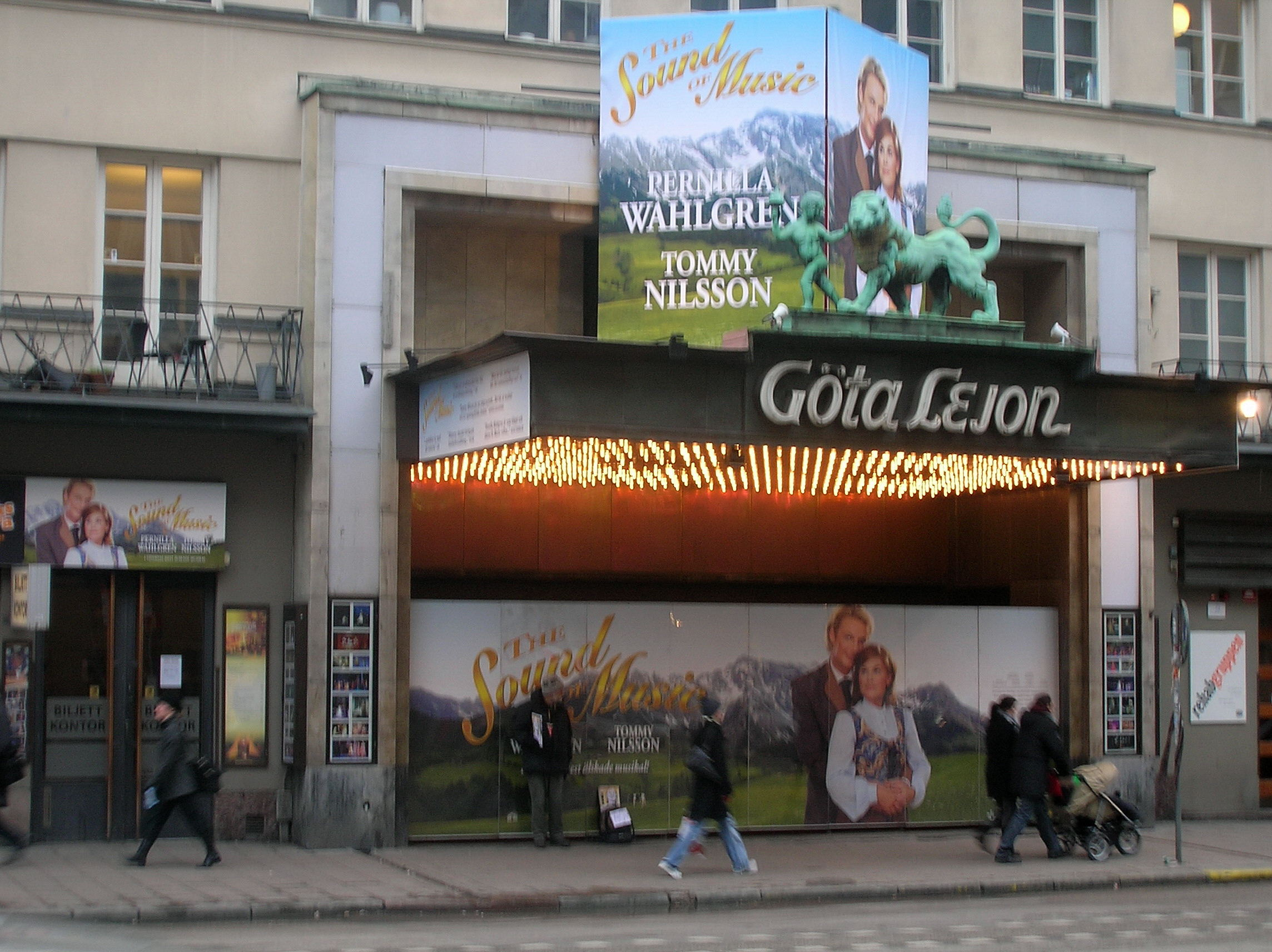
Februar 2008 mit Werbung „The Sound of Music“.
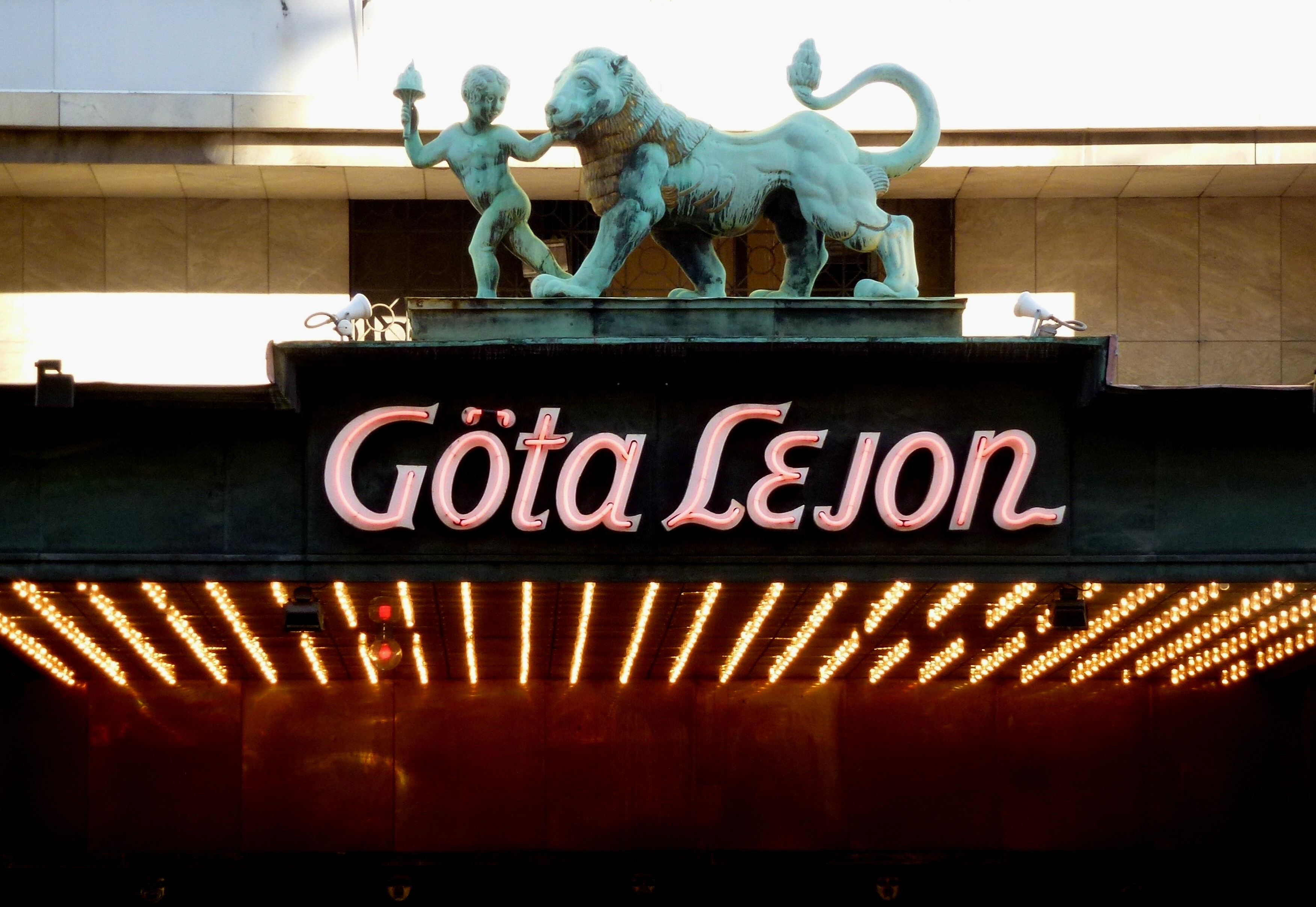
Baldachin mit Einar Forseths Löwen.
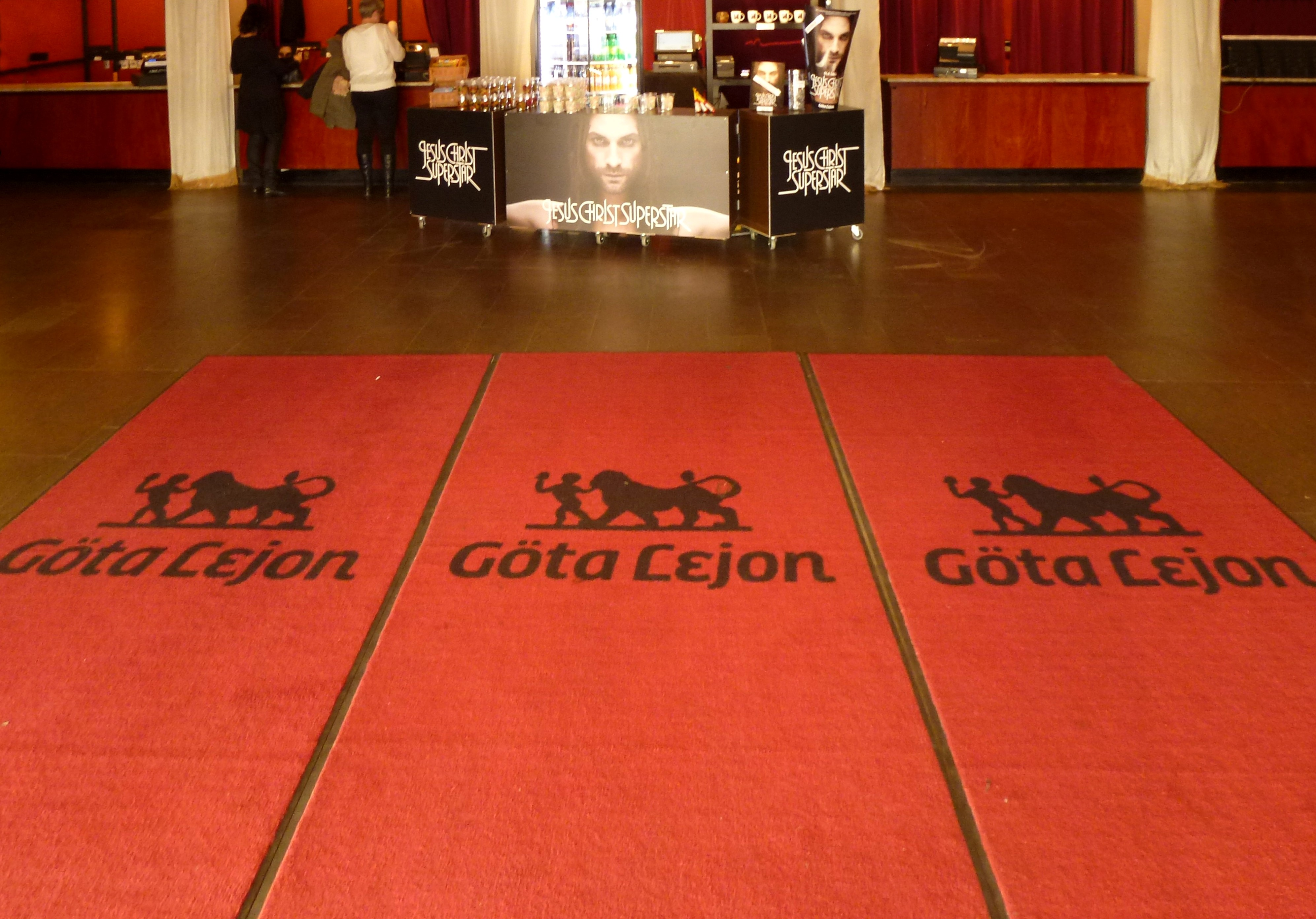
Roter Teppich mit Löwenmotiv.
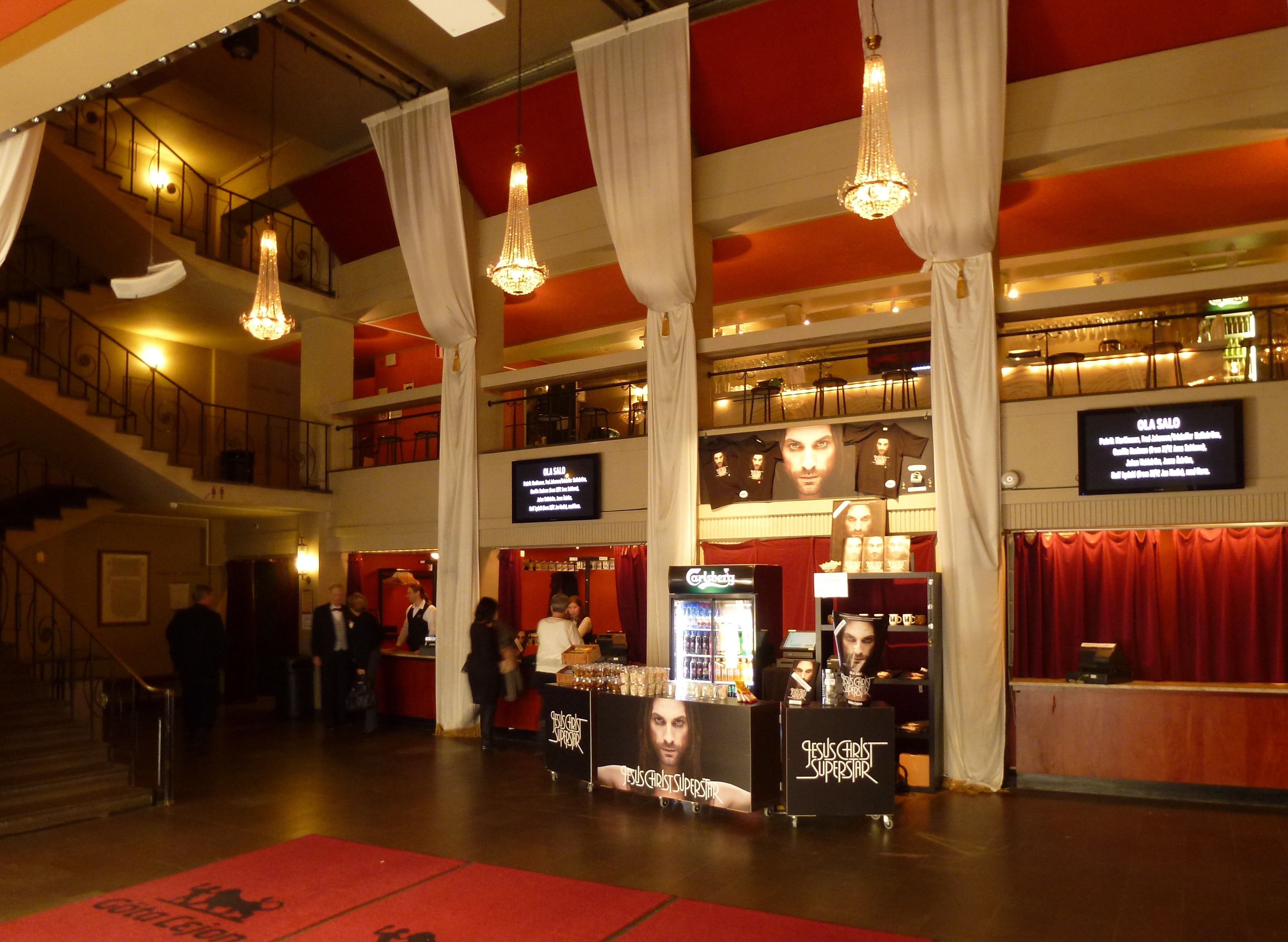
Foyer im Oktober 2012.